# Blanche d'Ardenne
Blanche d'Ardenne is een Belgisch witbier van hoge gisting.
Het bier wordt gebrouwen in Brasserie du Bocq te Purnode voor bierfirma Corsendonk nv.
Het is een blond troebel bier met een alcoholpercentage van 4,3%.